# Guglielmo I de Cardona
Guglielmo di Cardona conosciuto anche come Guglielmo il Ricco (1156 circa – 12 o 13 luglio 1225) fu visconte di Cardona dal 1176 al 1225.

## Origine
Secondo il documento n° 225 del Diplomatari de la vila de Cardona, anys 966-1276 (non consultato) era il figlio primogenito del conte di Visconte di Cardona, Raimondo Folco III e di sua moglie, Isabella Sibilla di Urgell ( † prima del 1177), che secondo la Historia de los condes de Urgel, Tomo I, era figlia del conte di Urgell, Ermengol VI e della sua prima moglie, Arsenda de Cabrera ( † prima del 1135), figlia del signore di Cabrera e visconte di Gerona, Guerau II de Cabrera e della sua prima moglie, Stefania (documento n°XXVIII a pag 151 del Carturario di Roda).

Raimondo Folco III de Cardona, secondo il Diplomatari de la vila de Cardona, anys 966-1276 (non consultato) era il figlio primogenito del Visconte di Cardona, Raimondo Folco II e di sua moglie, Guglielma, di cui non si conoscono gli ascendenti.

## Biografia
Di suo padre, Raimondo Folco III non si conosce la data esatta della morte; si presume sia morto verso il 1176, in quanto nel documento n° 225 del Diplomatari de la vila de Cardona, anys 966-1276, datato 1176 o 1177 (non consultato), Guglielmo fece atto di devozione alla chiesa di San Vincenzo di Cardona, citando le anime dei suoi genitori.

Guglielmo gli succedette come Guglielmo I, Visconte di Cardona.
Il 18 giugno 1177, suo zio (fratello di sua madre), il Conte d'Urgell, Ermengol VII, redasse un testamento, controfirmato anche dalla moglie Dolce e dal figlio primogenito, anche lui di nome Ermengol, in cui, tra gli altri, disponeva un lascito anche a Guglielmo (Guillermunmde Cardona nepotem meum).
L'11 marzo 1186, secondo il documento n° 242 del Diplomatari de la vila de Cardona, anys 966-1276 (non consultato), Guglielmo fece una donazione a San Vincenzo di Cardona in suffragio dell'anima di suo padre.
Il 25 marzo 1187, secondo il documento n° 1171 del Cartulario de Sant Cugat del Vallés Vol. III, sottoscritto anche dalla moglie, Geralda, Guglielmo fece una donazione al monastero di Sant Cugat.
Il 25 maggio 1200, secondo il documento n° 198 del Diplomatari de la vila de Cardona, anys 966-1276 (non consultato), Guglielmo sottoscrisse un documento di donazione a San Vincenzo di Cardona.
Il 31 agosto 1205, secondo il documento n° 198 del Diplomatari del monestir de Sant Joan de les Abadesses (995-1273), Guglielmo fece una donazione al monastero di Sant Joan de les Abadesses.
Il 16 ottobre 1209, suo cugino, il Conte d'Urgell, Ermengol VII, redasse un testamento, controfirmato oltre che dalla moglie, Elvira Perez, da Guglielmo e da altri nobili, in cui stabilì di lasciare la contea di Urgell alla sua unica figlia, Aurembiaix, e, nel caso che la figlia e le due sorelle di Ermengol VIII, Marchesa e Miraglia, fossero decedute, disponeva che la contea andasse a Guglielmo (Guillermum de Cardona consanguineum meum).
Guglielmo fu col re della Corona d'Aragona, Pietro II di Aragona, detto il Cattolico, alla Battaglia di Muret, nel 1213, contro i crociati di Simone IV di Montfort, che continuò a combattere anche dopo la morte di Pietro II al Muret.

Fu consigliere reale alla corte del nuovo re della Corona d'Aragona, il minorenne, Giacomo I.
Guglielmo intervenne nella lotta per la successione nella Contea d'Urgell feudo di origine della madre Isabel Sibilla.
Guglielmo morì ai primi di luglio del 1225, il 12, secondo la Excerpta ex martyrologio Celsonensi, Apendice al Viage Literario a las Iglesias de Espana, Tome VIII, il 13, secondo la Excerpta ex martyrologio Celsonensi, Apendice al Viage Literario a las Iglesias de Espana, Tome IX.
Gli succedette il figlio, Raimondo Folco.

## Matrimonio e discendenza
Guglielmo I aveva sposato, prima del 1186, Geralda, di cui non si conoscono gli ascendenti e da cui ebbe due figli:
- Raimondo Folco († 1241), Visconte di Cardona
- Elisenda de Cardona, che fu la seconda moglie di Arnaldo visconte di Castellbò (secondo le Relations politiques des comtes de Foix avec la Catalogne il fidanzamento fu pattuito nel 1203[12] e secondo il Layettes du Trésor des Chartes V il contratto fu stipulato, nel 1206[3]).

## Ascendenza
|                                         |                             |                                           | Genitori                                           |  |  | Nonni |  |  | Bisnonni                         |  |  | Trisnonni                                   |  |
|                                         |                             |                                           |                                                    |  |  |       |  |  | Bernardo Amato, visconte Cardona |  |  | Deodato di Claramunt, visconte di Tarragona |  |
|                                         |                             |                                           |                                                    |  |  |       |  |  | Bernardo Amato, visconte Cardona |  |  | Deodato di Claramunt, visconte di Tarragona |  |
|                                         |                             | Ermessenda, viscontessa di Cardona        |                                                    |  |  |       |  |  | Bernardo Amato, visconte Cardona |  |  |                                             |  |
| Raimondo Folco II, visconte Cardona     |                             |                                           |                                                    |  |  |       |  |  | Bernardo Amato, visconte Cardona |  |  |                                             |  |
|                                         |                             | Almodis di Barcelona                      | Raimondo Berengario II, conte di Barcellona        |  |  |       |  |  |                                  |  |  |                                             |  |
|                                         |                             | Almodis di Barcelona                      | Raimondo Berengario II, conte di Barcellona        |  |  |       |  |  |                                  |  |  |                                             |  |
|                                         |                             | Almodis di Barcelona                      | Matilde d'Altavilla                                |  |  |       |  |  |                                  |  |  |                                             |  |
| Raimondo Folco III, visconte di Cardona |                             | Almodis di Barcelona                      |                                                    |  |  |       |  |  |                                  |  |  |                                             |  |
|                                         |                             | …                                         | …                                                  |  |  |       |  |  |                                  |  |  |                                             |  |
|                                         |                             | …                                         | …                                                  |  |  |       |  |  |                                  |  |  |                                             |  |
|                                         |                             | …                                         | …                                                  |  |  |       |  |  |                                  |  |  |                                             |  |
| Guglielma                               |                             | …                                         |                                                    |  |  |       |  |  |                                  |  |  |                                             |  |
|                                         |                             | …                                         | …                                                  |  |  |       |  |  |                                  |  |  |                                             |  |
|                                         |                             | …                                         | …                                                  |  |  |       |  |  |                                  |  |  |                                             |  |
|                                         |                             | …                                         | …                                                  |  |  |       |  |  |                                  |  |  |                                             |  |
| Guglielmo I, visconte di Cardona        |                             | …                                         |                                                    |  |  |       |  |  |                                  |  |  |                                             |  |
|                                         | Ermengol V, conte di Urgell | Ermengol IV, conte di Urgell              |                                                    |  |  |       |  |  |                                  |  |  |                                             |  |
|                                         | Ermengol V, conte di Urgell | Ermengol IV, conte di Urgell              |                                                    |  |  |       |  |  |                                  |  |  |                                             |  |
|                                         | Ermengol V, conte di Urgell | Lucia                                     |                                                    |  |  |       |  |  |                                  |  |  |                                             |  |
| Ermengol VI, conte di Urgell            | Ermengol V, conte di Urgell |                                           |                                                    |  |  |       |  |  |                                  |  |  |                                             |  |
|                                         |                             | Maria Pérez                               | Pedro Ansúrez, conte di Liébana, Saldaña e Carrión |  |  |       |  |  |                                  |  |  |                                             |  |
|                                         |                             | Maria Pérez                               | Pedro Ansúrez, conte di Liébana, Saldaña e Carrión |  |  |       |  |  |                                  |  |  |                                             |  |
|                                         |                             | Maria Pérez                               | Eylo Alfonso                                       |  |  |       |  |  |                                  |  |  |                                             |  |
| Isabella Sibilla di Urgell              |                             | Maria Pérez                               |                                                    |  |  |       |  |  |                                  |  |  |                                             |  |
|                                         |                             | Gerardo II de Cabrera, visconte di Girona | Ponce I, signore di Cabrera e Girona               |  |  |       |  |  |                                  |  |  |                                             |  |
|                                         |                             | Gerardo II de Cabrera, visconte di Girona | Ponce I, signore di Cabrera e Girona               |  |  |       |  |  |                                  |  |  |                                             |  |
|                                         |                             | Gerardo II de Cabrera, visconte di Girona | Lutgarda de Tost                                   |  |  |       |  |  |                                  |  |  |                                             |  |
| Arsenda de Cabrera                      |                             | Gerardo II de Cabrera, visconte di Girona |                                                    |  |  |       |  |  |                                  |  |  |                                             |  |
|                                         |                             | Stefania                                  | …                                                  |  |  |       |  |  |                                  |  |  |                                             |  |
|                                         |                             | Stefania                                  | …                                                  |  |  |       |  |  |                                  |  |  |                                             |  |
|                                         |                             | Stefania                                  | …                                                  |  |  |       |  |  |                                  |  |  |                                             |  |
|                                         |                             | Stefania                                  |                                                    |  |  |       |  |  |                                  |  |  |                                             |  |

### Fonti primarie
- (LA)  Viage Literario a las Iglesias de Espana, Tome VIII Archiviato il 19 aprile 2014 in Internet Archive..
- (LA)  Viage Literario a las Iglesias de Espana, Tome IX.
- (LA)  Diplomatari del monestir de Sant Joan de les Abadesses (995-1273) Archiviato il 19 ottobre 2021 in Internet Archive..
- (LA)  Cartulario de Sant Cugat del Vallés Vol. III.

### Letteratura storiografica
- Rafael Altamira, La Spagna (1031-1248), in "Storia del mondo medievale", vol. V, 1999, pp. 865–896
- (ES)  (LA)  Historia de los condes de Urgel, Tomo I.
- (FR)  Relations politiques des comtes de Foix avec la Catalogne jusqu´au commencement du XIV siècle, Tome II.